# Vaudémont
Ne doit pas être confondu avec Vaudrémont.
Vaudémont est une commune française située dans le département de Meurthe-et-Moselle, en région Grand Est.

## Géographie

### Situation
Située dans le sud de la Meurthe-et-Moselle, à proximité du département des Vosges, Vaudémont domine la vaste plaine du Saintois, à une trentaine de kilomètres au sud de Nancy.
| Thorey-Lyautey   | Chaouilley          |            |
| Dommarie-Eulmont | Vaudémont           | Saxon-Sion |
|                  | They-sous-Vaudemont |            |

### Géologie et relief
Vaudémont est un village médiéval perché sur un long éperon rocheux nommé « signal de Vaudémont », à une altitude de 480 mètres. Le village est dominé par l'ancien donjon des comtes de Vaudémont. De l'autre côté de cet éperon rocheux se situe la colline de Sion, butte-témoin des côtes de Moselle. À mi-chemin entre Vaudémont et Saxon-Sion se dresse le monument rendant hommage à Maurice Barrès.

### Hydrographie
La commune est dans le bassin versant du Rhin au sein du bassin Rhin-Meuse. Elle est drainée par le ruisseau du Tabourin,.

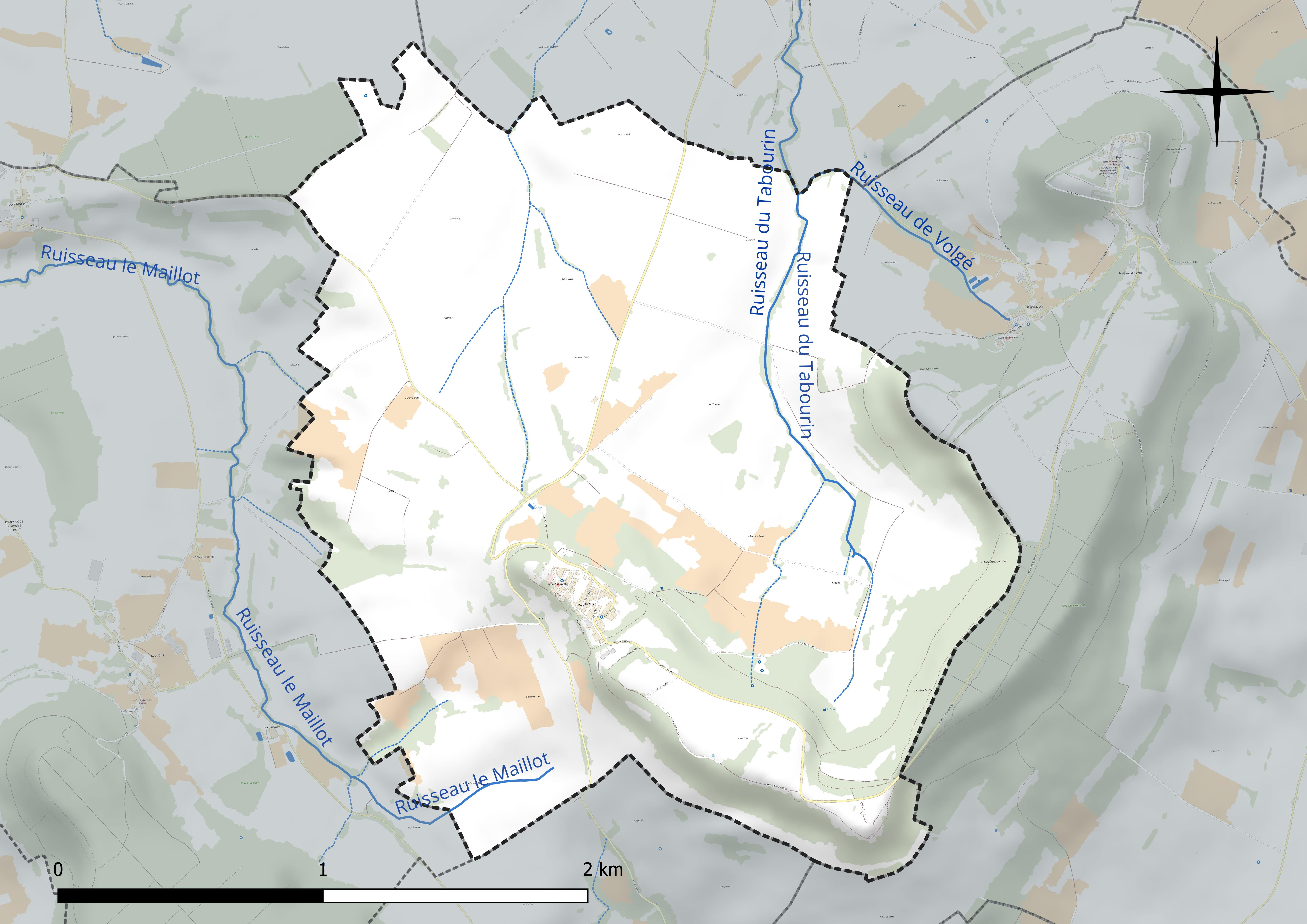
Réseau hydrographique de Vaudémont.

### Climat
Pour des articles plus généraux, voir Climat du Grand Est et Climat de Meurthe-et-Moselle.
En 2010, le climat de la commune est de type climat de montagne, selon une étude du Centre national de la recherche scientifique s'appuyant sur une série de données couvrant la période 1971-2000. En 2020, Météo-France publie une typologie des climats de la France métropolitaine dans laquelle la commune est dans une zone de transition entre le climat océanique altéré et le climat océanique altéré et est dans la région climatique Lorraine, plateau de Langres, Morvan, caractérisée par un hiver rude (1,5 °C), des vents modérés et des brouillards fréquents en automne et hiver.
Pour la période 1971-2000, la température annuelle moyenne est de 9,3 °C, avec une amplitude thermique annuelle de 16,7 °C. Le cumul annuel moyen de précipitations est de 1 161 mm, avec 12,6 jours de précipitations en janvier et 10,7 jours en juillet. Pour la période 1991-2020, la température moyenne annuelle observée sur la station météorologique de Météo-France la plus proche, « Mirecourt-inra », sur la commune de Mirecourt à 14 km à vol d'oiseau, est de 10,4 °C et le cumul annuel moyen de précipitations est de 824,3 mm. 
La température maximale relevée sur cette station est de 39,5 °C, atteinte le 25 juillet 2019 ; la température minimale est de −19,5 °C, atteinte le 20 décembre 2009,,.
Les paramètres climatiques de la commune ont été estimés pour le milieu du siècle (2041-2070) selon différents scénarios d'émission de gaz à effet de serre à partir des nouvelles projections climatiques de référence DRIAS-2020. Ils sont consultables sur un site dédié publié par Météo-France en novembre 2022.

## Urbanisme

### Typologie
Au 1er janvier 2024, Vaudémont est catégorisée commune rurale à habitat dispersé, selon la nouvelle grille communale de densité à sept niveaux définie par l'Insee en 2022.
Elle est située hors unité urbaine. Par ailleurs la commune fait partie de l'aire d'attraction de Nancy, dont elle est une commune de la couronne,. Cette aire, qui regroupe 353 communes, est catégorisée dans les aires de 200 000 à moins de 700 000 habitants,.

### Occupation des sols
L'occupation des sols de la commune, telle qu'elle ressort de la base de données européenne d’occupation biophysique des sols Corine Land Cover (CLC), est marquée par l'importance des territoires agricoles (83,9 % en 2018), une proportion identique à celle de 1990 (83,9 %). La répartition détaillée en 2018 est la suivante : prairies (56,4 %), terres arables (19,6 %), forêts (15,9 %), zones agricoles hétérogènes (7,9 %), milieux à végétation arbustive et/ou herbacée (0,1 %). L'évolution de l’occupation des sols de la commune et de ses infrastructures peut être observée sur les différentes représentations cartographiques du territoire : la carte de Cassini (XVIIIe siècle), la carte d'état-major (1820-1866) et les cartes ou photos aériennes de l'IGN pour la période actuelle (1950 à aujourd'hui).

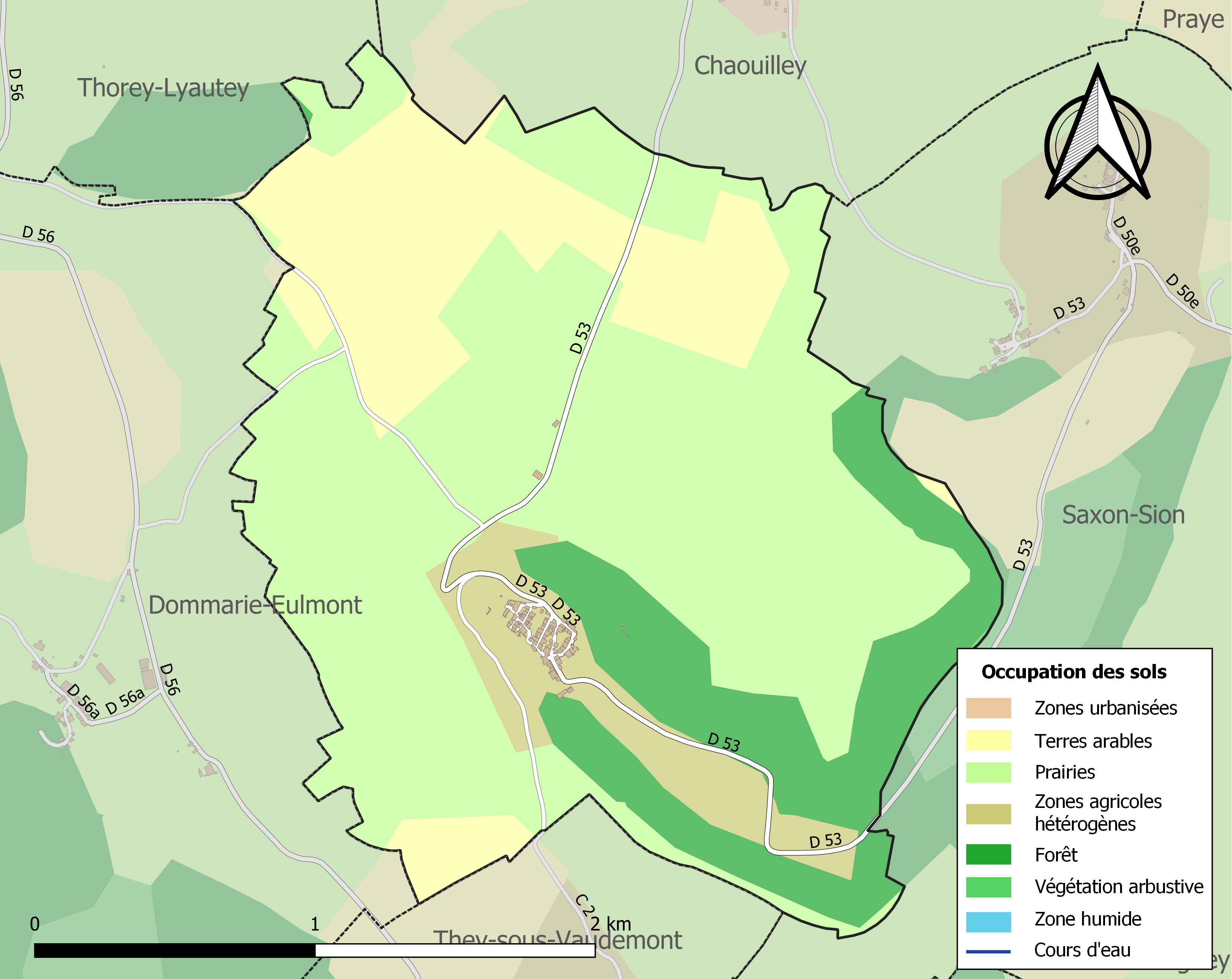
Carte des infrastructures et de l'occupation des sols de la commune en 2018 (CLC).

## Toponymie
Le nom de la localité est attesté sous les formes Hugo comes de Gademonte (1135) ; Wadonimons, Wadamons (1127-1168) ; Wedani mons (1150) ; Wadanimons (1174) ; Vadesmont (1188) ; Vaudeigmont (1201-1222) ; Comes Vaudemontis (1222-1229) ; Wademons (1242) ; Wadenmont (1245) ; Wadoimont (1263) ; La contei de Wademont (1265) ; Wydeimont (1265) ; Comes de Vaudeimont (1256-1270) ; Waidemont (1276) ; Waudoimont (1285) ; Woidemont (1288) ; Voydemont (1293) ; Waudemont (1310) ; Vauldemont (1336) ; Waideymont (1346) ; Waudelmont (1376) ; Waldemont (1387) ; Moneta de Vadmont (2e moitié du XIVe siècle) ; Waudemons, Wadonismons (1402) ; Wademont (1415) ; Capitulum Vaudemontanum (1456-1466) ; Vallismontium comes (1525) ; Comes Vadenemontis (XVIe siècle) ; Comes Vademontis ; Vadani mons (1675).
« Les antiquaires sont à peu près unanimes pour assigner au nom de Vaudémont une étymologie payenne , tirée de Wodan ou Woden, surnom de Mercure, et pour prétendre que cette divinité avait un temple sur la montagne où le village actuel est construit ». Pour Ernest Nègre, le nom de Vaudémont viendrait du nom du dieu germanique Wotan, ou du patronyme germanique Wado(n) et du suffixe -montem.

## Histoire
Certains indices laissent penser que le site a été occupé dès le Ve millénaire avant J.-C., notamment le rempart dit « néolithique » à l'extérieur du village. En revanche, aucune trace d'occupation n'a été retrouvée pour la période antique.
Un hameau est probablement apparu à l'époque mérovingienne, dépendant de la paroisse de Sion.
Au début du XIe siècle, la situation stratégique du site sur un éperon rocheux amène le duc de Lorraine ou un vassal à y construire un donjon. À la fin du XIe siècle, le premier comte de Vaudémont, Gérard Ier, agrandit le château pour en faire sa résidence.
Dans les siècles suivants, de puissantes murailles dotées de tours sont érigées au fur et à mesure que le bourg se développe. Assiégé en 1635, le bourg est resté fortifié jusqu'à la destruction des murailles par les troupes françaises au XVIIe siècle, sur ordre de Richelieu, la France occupant militairement le duché de Lorraine pendant la guerre de Trente Ans.
Il en reste quelques traces dans le village. La plupart des maisons reconstruites aux XVIIe et XVIIIe siècles réutilisent d'ailleurs en façade des éléments antérieurs à cette destruction.

## Politique et administration
| Période                                  | Période                     | Identité               | Étiquette | Qualité |
| ---------------------------------------- | --------------------------- | ---------------------- | --------- | ------- |
| Les données manquantes sont à compléter. |                             |                        |           |         |
|                                          | 1971                        | Auguste Colin          |           |         |
| 1971                                     | mai 1995                    | Robert Lafosse         |           |         |
| mai 1995                                 | août 2002                   | Michèle Martin         |           |         |
| août 2002                                | avril 2014                  | Bernard Haquin         |           |         |
| avril 2014                               | 1 mars 2022                 | Jean-Christophe Reuter |           |         |
| 1 mars 2022                              | En cours (au 13 avril 2025) | Rémi Péreaux           |           |         |

## Population et société

### Démographie
L'évolution du nombre d'habitants est connue à travers les recensements de la population effectués dans la commune depuis 1793. Pour les communes de moins de 10 000 habitants, une enquête de recensement portant sur toute la population est réalisée tous les cinq ans, les populations de référence des années intermédiaires étant quant à elles estimées par interpolation ou extrapolation. Pour la commune, le premier recensement exhaustif entrant dans le cadre du nouveau dispositif a été réalisé en 2006.

En 2022, la commune comptait 70 habitants, en évolution de +9,38 % par rapport à 2016 (Meurthe-et-Moselle : −0,13 %, France hors Mayotte : +2,11 %).
| 1793 | 1800 | 1806 | 1821 | 1831 | 1836 | 1841 | 1846 | 1851 |
| ---- | ---- | ---- | ---- | ---- | ---- | ---- | ---- | ---- |
| 433  | 455  | 447  | 438  | 489  | 457  | 391  | 372  | 353  |

| 1856 | 1861 | 1872 | 1876 | 1881 | 1886 | 1891 | 1896 | 1901 |
| ---- | ---- | ---- | ---- | ---- | ---- | ---- | ---- | ---- |
| 337  | 325  | 334  | 277  | 262  | 269  | 272  | 266  | 261  |

| 1906 | 1911 | 1921 | 1926 | 1931 | 1936 | 1946 | 1954 | 1962 |
| ---- | ---- | ---- | ---- | ---- | ---- | ---- | ---- | ---- |
| 224  | 220  | 150  | 165  | 147  | 137  | 114  | 113  | 113  |

| 1968 | 1975 | 1982 | 1990 | 1999 | 2006 | 2011 | 2016 | 2021 |
| ---- | ---- | ---- | ---- | ---- | ---- | ---- | ---- | ---- |
| 95   | 71   | 67   | 53   | 63   | 79   | 78   | 64   | 67   |

| 2022 | - | - | - | - | - | - | - | - |
| ---- | - | - | - | - | - | - | - | - |
| 70   | - | - | - | - | - | - | - | - |

## Culture locale et patrimoine

### Lieux et monuments

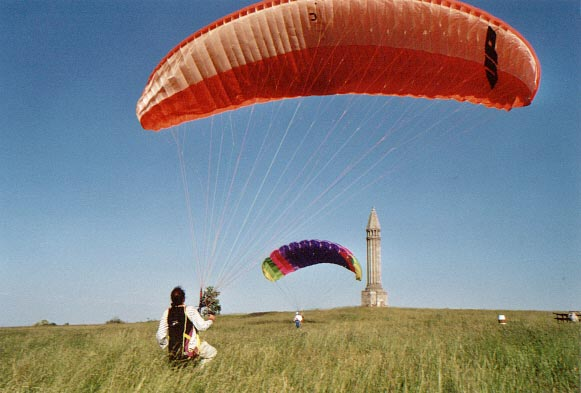
Monument Barrès.

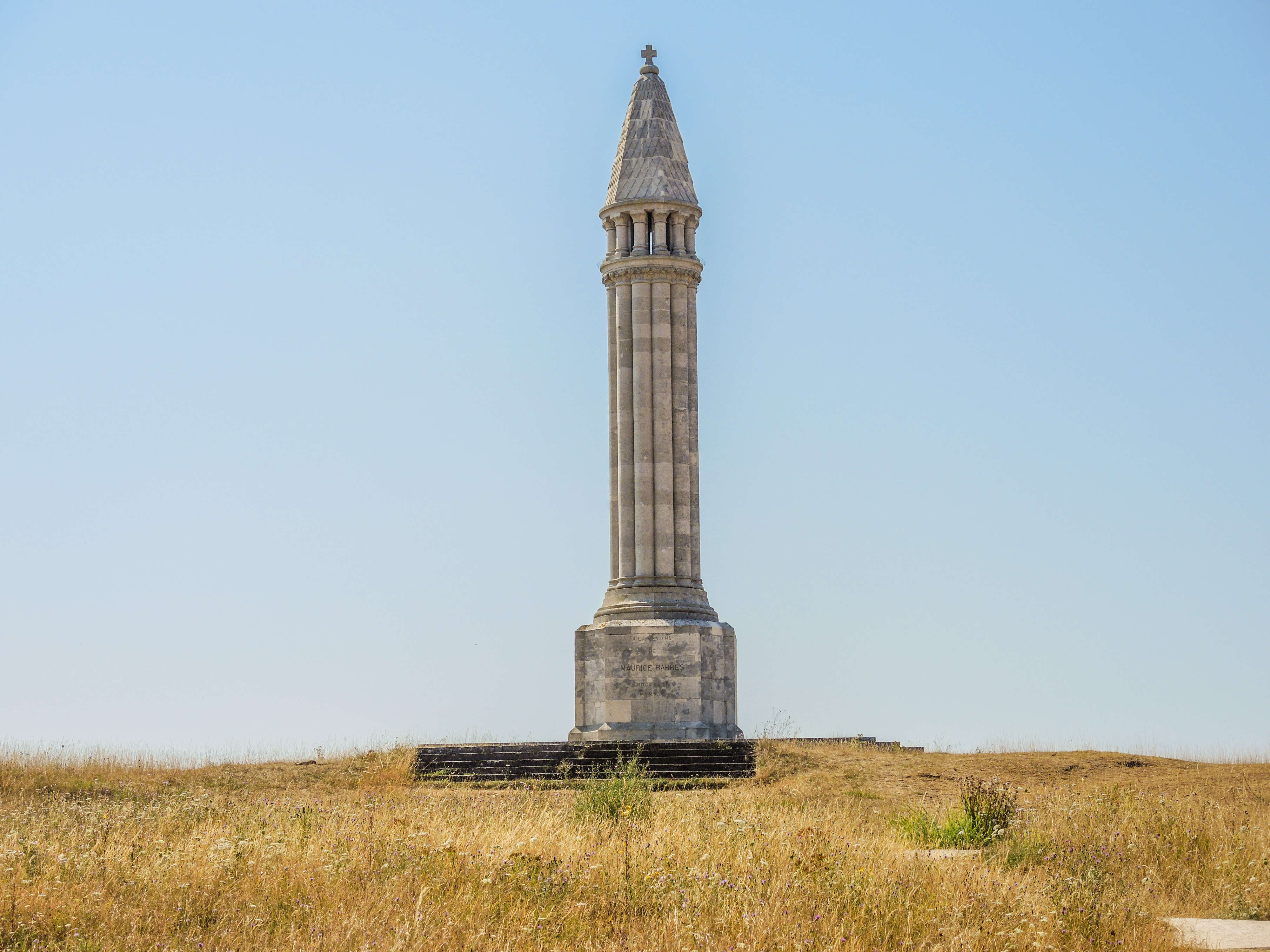
Monument Barrès.

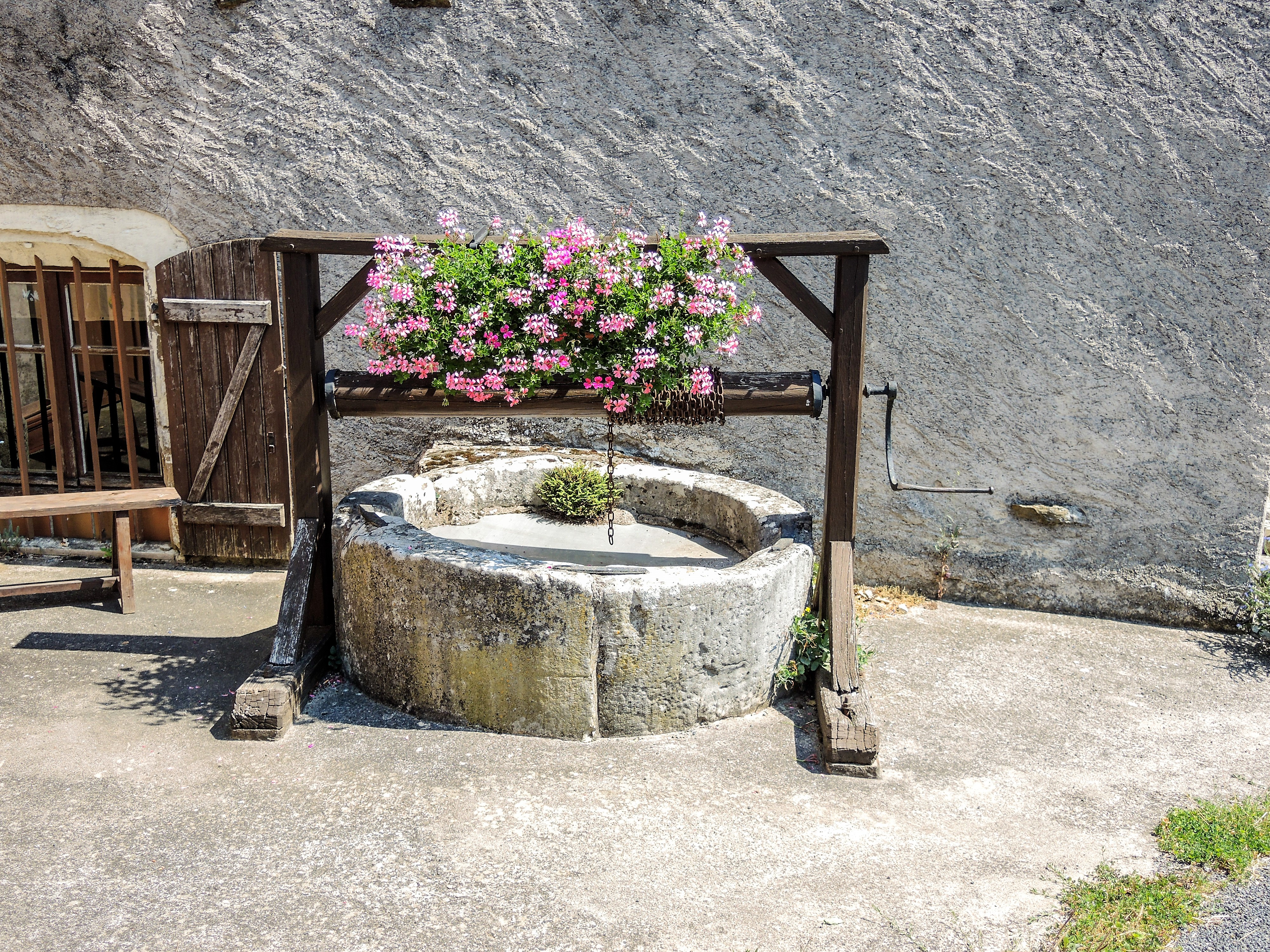
Ancien puits, rue du Puits.

- Le monument Barrès, lanterne des morts inauguré en 1928.
- La Tour de Brunehaut, ancien donjon, construite aux Xe – XIe siècles avec des remplois de stèles gallo-romaines[22] et la Tour du Guet sont les vestiges de l'ancien château en éperon barré des comtes de Vaudémont, qui passait pour le plus ancien de toute la Lorraine, probablement du XIe siècle, avant la datation des vestiges du donjon du château de Fontenoy-le-Château. La tour est réparée ou rebâtie au XVe siècle et démantelée en 1639 sur ordre de Richelieu. La tour est classée monument historique dès la première liste de 1840 et restaurée en 1930[23],[24].
- la Vierge de l'hôpital.
- Le puits du village.
- La poterne de la trahison.

#### Vestiges visibles
Les vestiges visibles appartiennent à trois étapes de développement de la cité : le château primitif, barrant l'extrémité ouest de l'éperon, la cité puis le faubourg constituant la dernière étape de l'extension de Vaudémont.
La Tour de Brunehaut est la partie la plus visible de l'ancien château. Il s'agit d'une tour de section rectangulaire (24 × 16,5 mètres), haute à l'heure actuelle d'une quinzaine de mètres. Les murs sont exceptionnellement épais, de 4,5 mètres en partie inférieure à 4 mètres en partie supérieure. Des analyses au carbone 14 réalisées en 2007 sur le liant de la structure de l'édifice suggère que sa construction se situe dans le premier quart du XIe siècle[réf. nécessaire]. Pour Nicolas Mengus, la tour serait datée du Xe siècle à la suite d'une analyse des charbons de bois piégés dans le mortier de chaux. Cette tour constituait l'angle sud-est du château de Vaudémont. Elle a eu, à travers les siècles, différentes destinations, seule ou adjointe à un logis. Sur la colline de Sion ont a reconnu des zones d'extraction de pierre utilisée pour la construction du château.
Son délabrement est cependant ancien puisque les textes signalent dès 1493 des chutes de pierre endommageant les bâtiments adjacents du château (notamment la toiture de la cuisine). La tour sera ensuite partiellement arasée en 1497, puis en 1529. Le côté est de la tour est bien conservé, seul y manque l'angle nord, effondré après 1840. Cette façade possède cinq petites ouvertures placées en hauteur sur deux niveaux, le percement au centre de ce mur, au niveau du sol actuel est récent. Le mur nord, aujourd'hui haut tout au plus d'une dizaine de mètres est beaucoup plus dégradé, il a été conforté récemment par une structure métallique placée sur sa face intérieure qui a perdu tout parement. Des murs ouest et sud, il ne subsiste pratiquement plus rien.
La tour était prolongée au nord par un long bâtiment légèrement décalé vers l'est dont les vestiges sont actuellement enfouis sous une levée de terre. Les dimensions de ce bâtiment pourraient avoisiner 40 × 8 mètres. Une gravure de 1835 montre sur un mur de ce bâtiment une technique de construction en chevrons qui rappelle celle utilisée sur la tour elle-même.
Ces deux édifices mis part, les jardins du château est aujourd'hui occupée par des potagers. Une partie des courtines de la ville côté sud subsiste, en revanche, les défenses du château très étendues, comportant notamment plusieurs barbacanes, sont maintenant totalement indiscernables.
Au centre du faubourg, la partie basse d'une tour de 7,5 mètres de diamètre est préservée, elle est traditionnellement nommée la Tour du Guet. Sa localisation, à plus de 100 mètres du fossé du faubourg n'est cependant pas idéale pour une telle destination. Le profond fossé du faubourg qui constituent toujours la limite sud-est du village avec plus de 200 mètres de longueur et une largeur de 20 mètres, il protégeait un boulevard d'artillerie. Il n'a pas été comblé et est maintenant en friche.

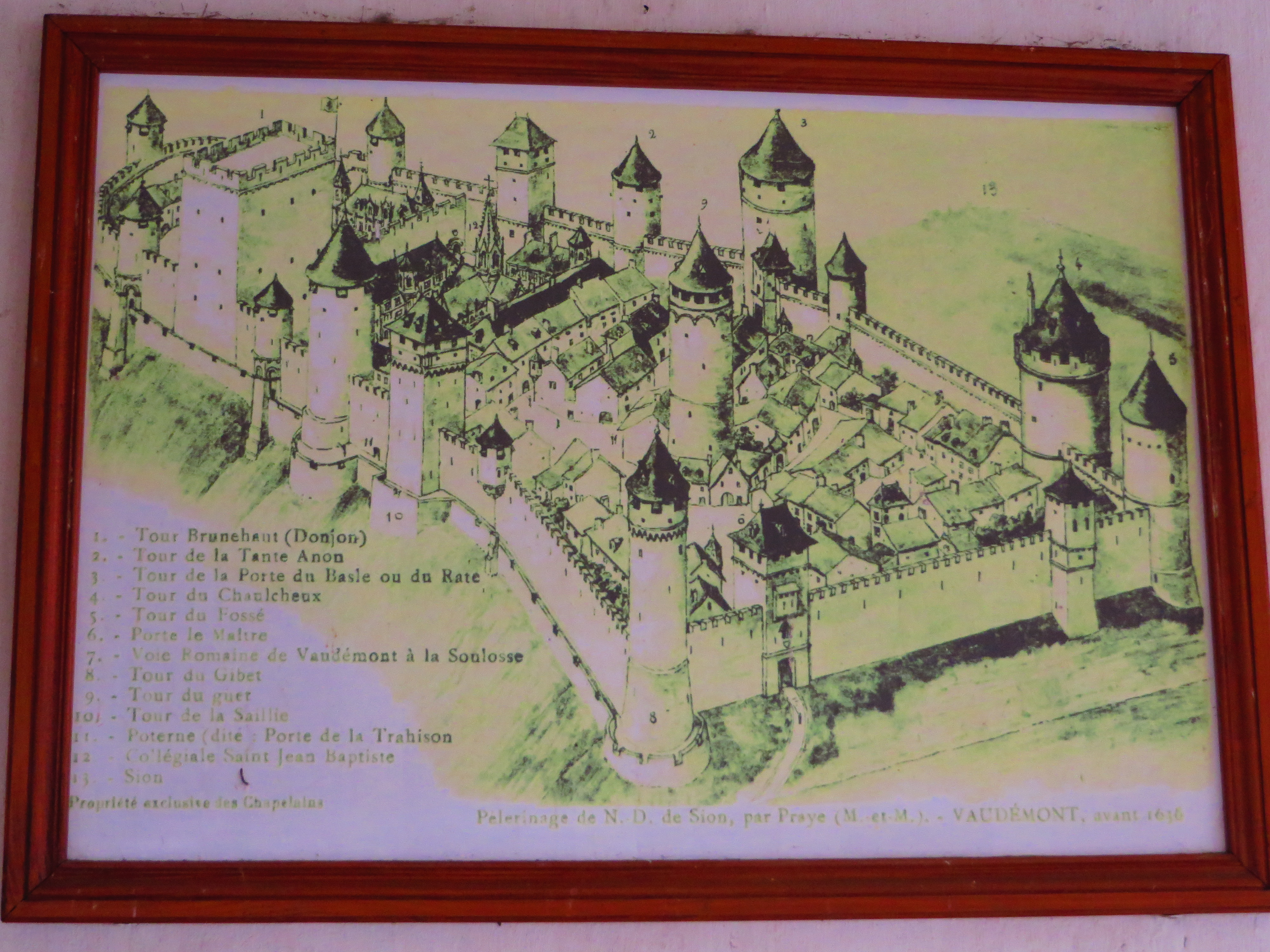
Plan du château.
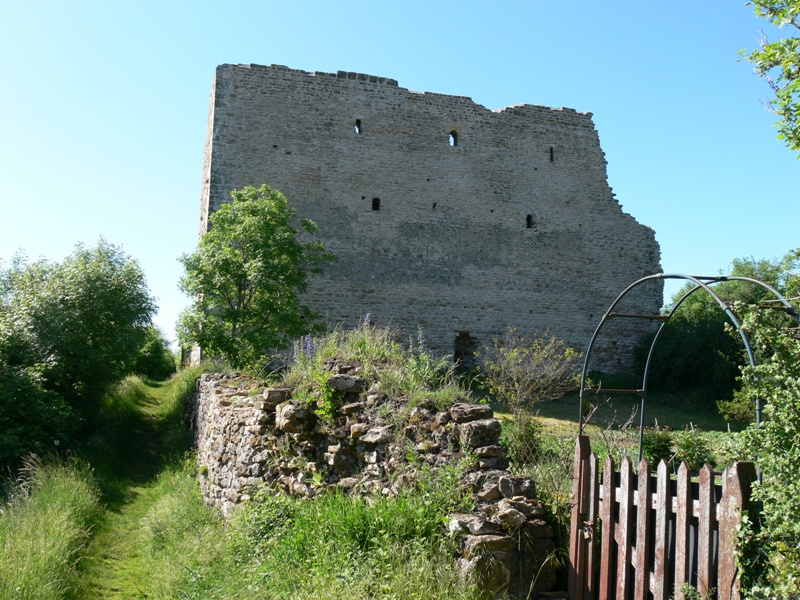
Tour Brunehaut ; façade est.
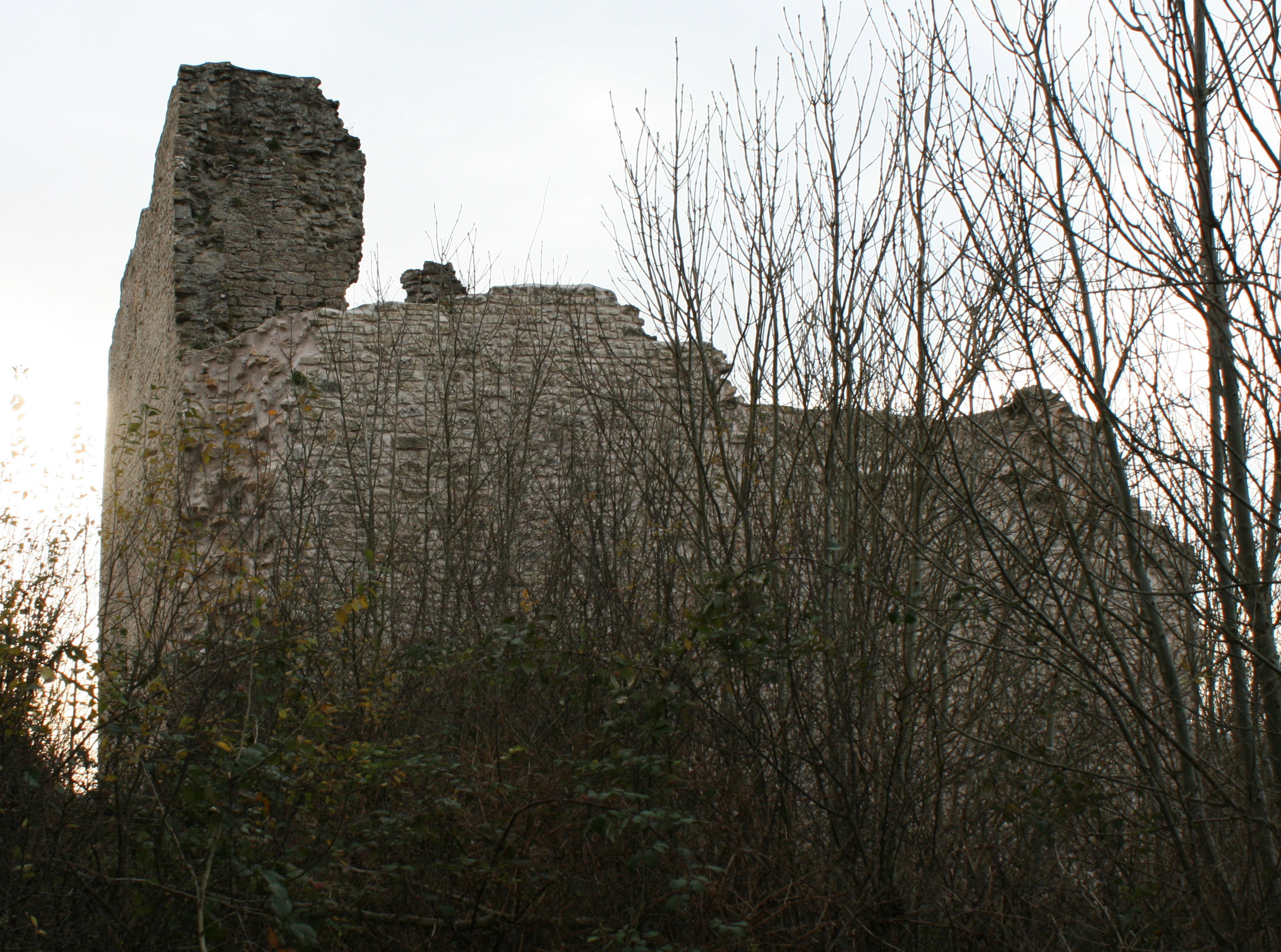
Tour de Brunehaut ; façade nord.
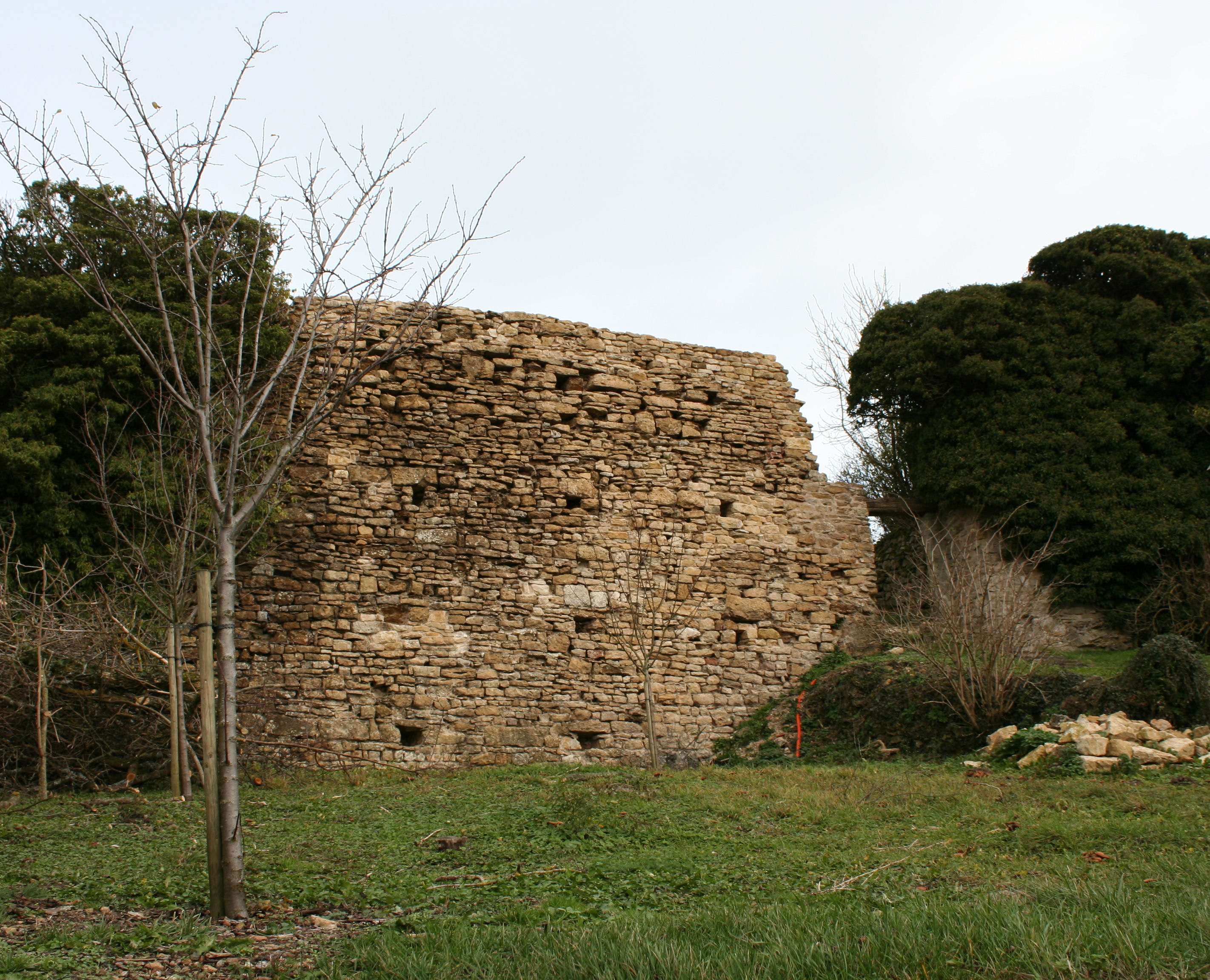
Courtine et poterne.
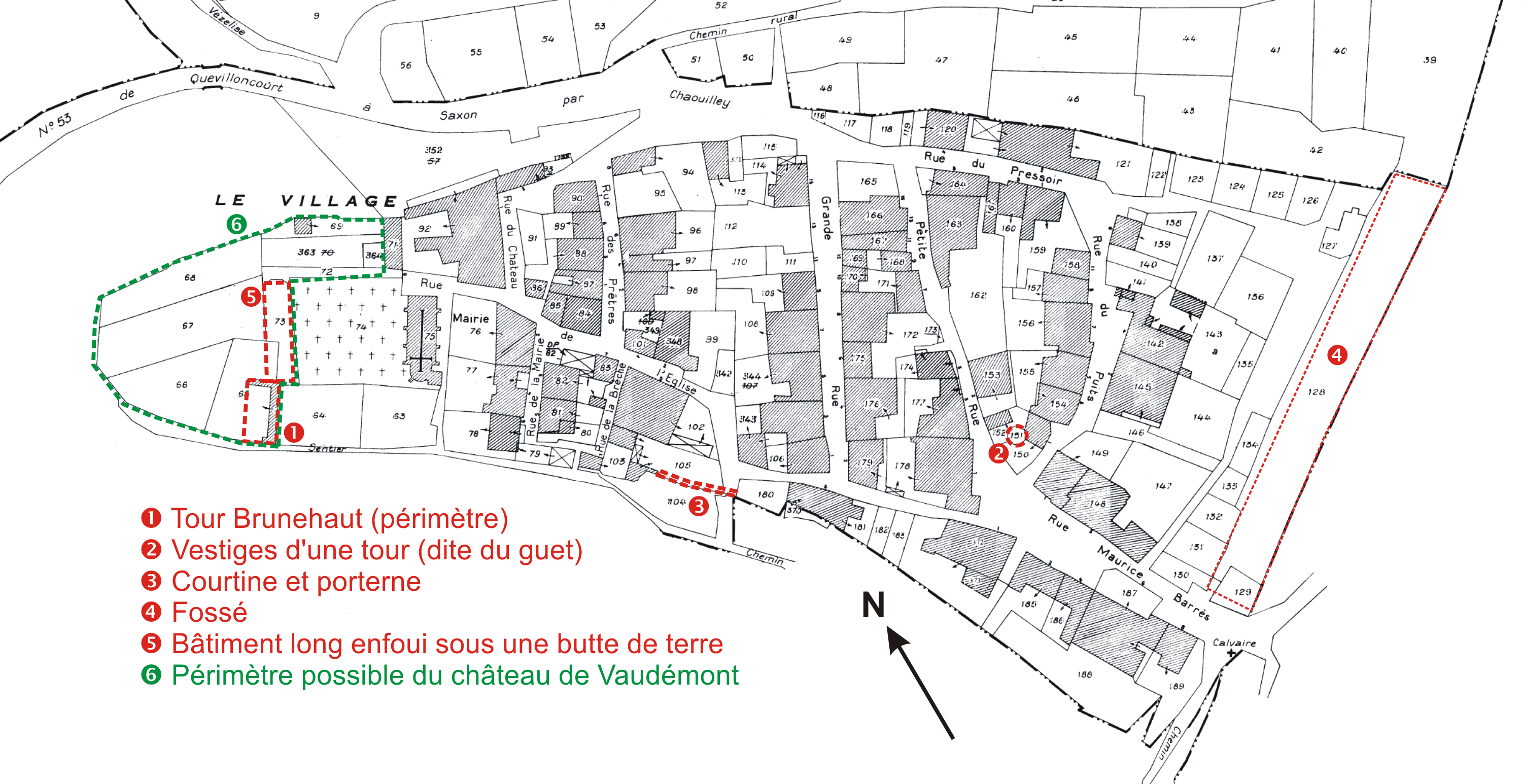
Localisation des vestiges sur le cadastre.

#### Édifices religieux

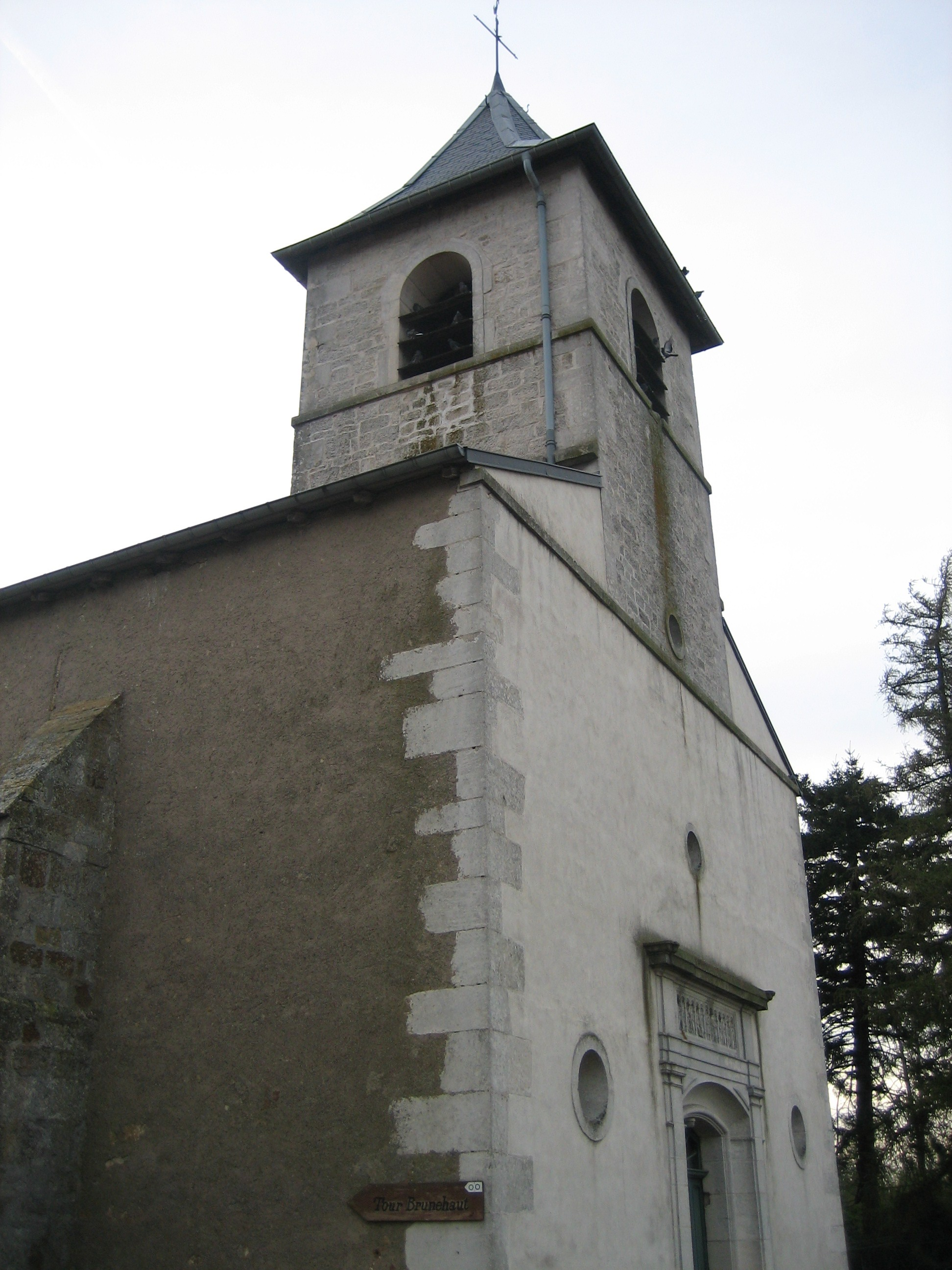
Église Saint-Gengoult.

- Collégiale de chanoines réguliers Saint-Jean-Baptiste fondée en 1326 à l'initiative du comte Henri III de Vaudémont avec l'autorisation du chapitre collégiale Saint-Gengoult de Toul, construction sans doute terminée avant 1352 ; l'édifice, construit à l'emplacement du cimetière actuel, servait de chapelle funéraire aux comtes de Vaudémont ; figurée sur la carte de la gruerie du comté (1743) ; détruite en 1762 après le rattachement de son chapitre à celui de Bouxières-aux-Dames en 1760.
- Église paroissiale Saint-Gengoult, reconstruite en 1748, date portée, à la suite d'une demande de reconstruction de 1742 à l'emplacement de l'ancienne, documentée par une visite canonique de 1687. C'était un édifice alors en mauvais état, peut-être d'époque romane (l'église est citée en 1195), à nef grange, chœur voûté d'ogives et tour clocher sur le chœur ; tour clocher réparée en 1836. Église restaurée de 1862 à 1864, puis en 1947 et 1990.

### Personnalités liées à la commune
- Bienheureuse Marguerite de Lorraine-Vaudémont (1463-1521), née à Vaudémont.
- Jean Hugo (1648-1731), arrière-arrière-grand-père de Victor Hugo, né et marié à Vaudémont.
- Victor Guillaume, artiste-peintre, mort à Vaudémont en 1942.
- André Jacquemin, (1904-1992), peintre et graveur, illustrateur de La Colline inspirée de Maurice Barrès.

### Héraldique
| Blason de Vaudémont | Blason  | Coupé : au 1er burelé d'argent et de sable, au 2e d'argent à la montagne isolée de sinople.                                                                                          |
| Blason de Vaudémont | Détails | La partie en chef représente les armoiries des comtes de Vaudémont, tandis que la montagne en pointe représente la colline de Sion. Le statut officiel du blason reste à déterminer. |